# Bazylika św. Filipa Neri i św. Jana Chrzciciela w Studziannie
Bazylika św. Filipa Neri i św. Jana Chrzciciela w Studziannie – barokowy kościół wzniesiony został w latach 1688–1724 na planie krzyża. Jest to jeden z najpiękniejszych barokowych kościołów województwa łódzkiego. 

## Historia
Kościół zakonu filipinów został zbudowany w latach 1688–1724 w stylu barokowym. Nie jest znany jego projektant, ale przypuszcza się, że mógł nim być włoski architekt Francesco Solari. W pobliżu kościoła powstał klasztor filipinów. W 1974 roku kościół podniesiony został do rangi bazyliki mniejszej. 
W czasie rezurekcji wielkanocnej w 1940 r. do kościoła (usytuowanego 20 m od posterunku żandarmerii niemieckiej), wypełnionego wiernymi, wkroczyli w szyku, żołnierze z oddziału majora Henryka Dobrzańskiego  "Hubala".

## Architektura
Kościół trzynawowy, złożony z nawy głównej i dwu niższych naw bocznych, przeciętych transeptem zwieńczonym kopułą na oktagonalnym bębnie która ma rozpiętość równą całej szerokości nawy. Bęben rozczłonkowany jest parami pilastrów między którymi na przemian są okna i blendy. Kaplice narożne, które znajdują się od zachodu, przykryte są kopułami z latarniami na ośmiobocznych bębnach z żagielkami. Wnętrze bazyliki może pomieścić około 3000 osób.

## Wnętrze
Wystrój wnętrza pochodzi z późnego baroku. Nawę główną i prezbiterium bazyliki przykrywają przęsła sklepień żaglowych z lunetami, rozdzielone gurtami, akcentującymi podział na przęsła. Kaplice (założone na osiach prostopadłych do osi nawy) mają sklepienia żaglowe. Wewnątrz nawa główna jest otwarta na nawy boczne arkadami filarowymi. Ściany rozczłonkowują pilastry podtrzymujące bogate belkowanie. W kopule przedstawienie chwały świętych, a na żagielkach przedstawienie Doktorów Kościoła prawdopodobnie z końca XVIII wieku.  
- polichromia powstała w 1726 roku autorstwa ojca Adama Swacha, uzupełniana w końcu XVIII wieku.
- w ołtarzu głównym ołtarzu znajdują się rzeźby ewangelistów i cudowny obraz Świętej Rodziny (ze względu na związane z nim objawienie maryjne zwany obrazem Matki Bożej Świętorodzinnej lub Matki Bożej Studziańskiej).
- w kaplicy św. Antoniego w nawie południowej sklepienie ozdobione jest scenami z życia śś. Stanisława i św. Antoniego. Malowidła te, z 1727 roku, sygnowane są za pomocą chronostychu Frater ADaMVs sVVaCh hoC pInXIt (zaszyfrowana jest tu data powstania polichromii).

## Klasztor
Do bazyliki przylega wybudowany w tym samym czasie co świątynia klasztor w kształcie odwróconej litery „L”. W jej części znajduje się Dom Rekolekcyjny i Dom Pielgrzyma na ok. 50 miejsc.

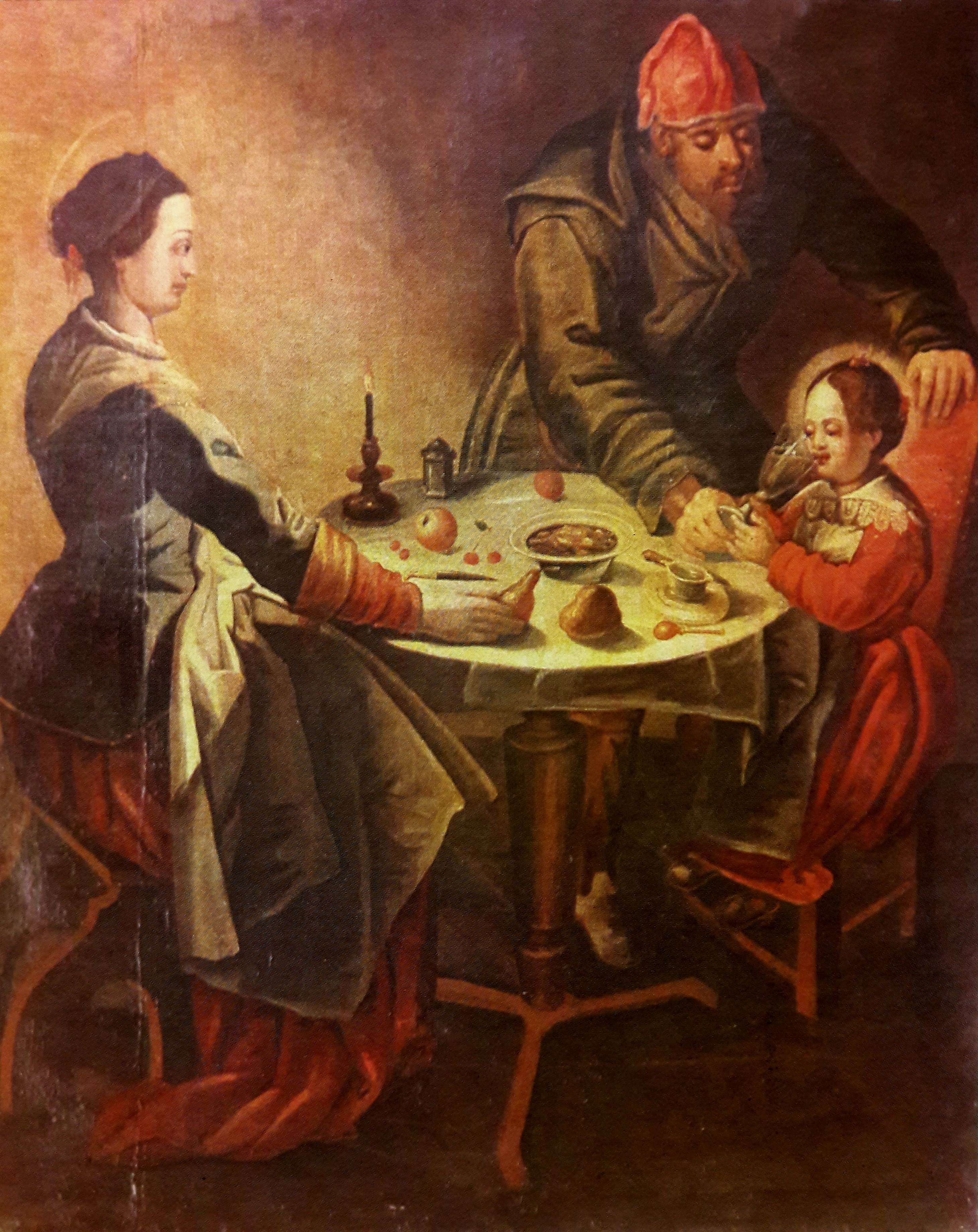
Obraz w bazylice
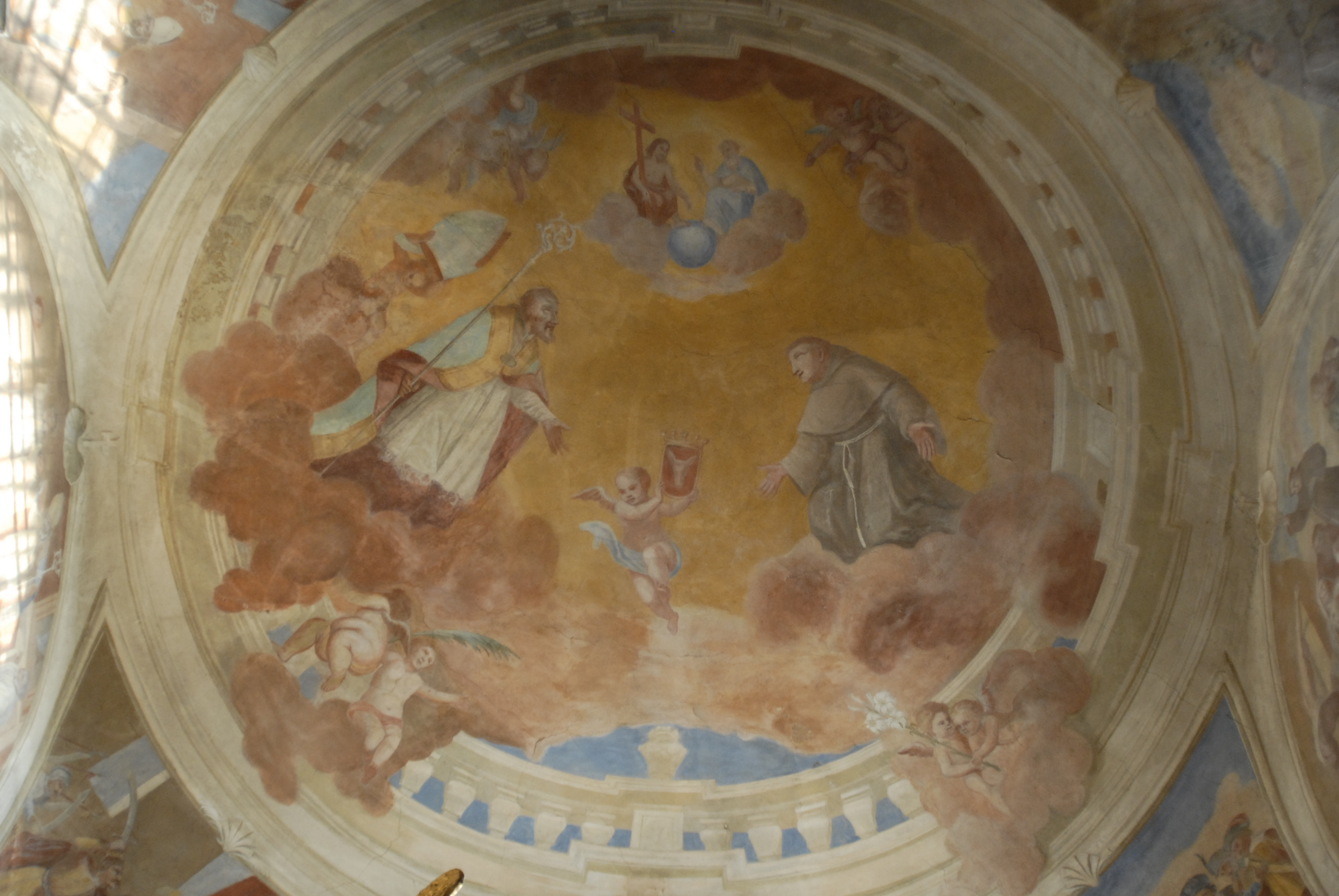
Malowidło w kaplicy św. Antoniego autorstwa Adama Swacha
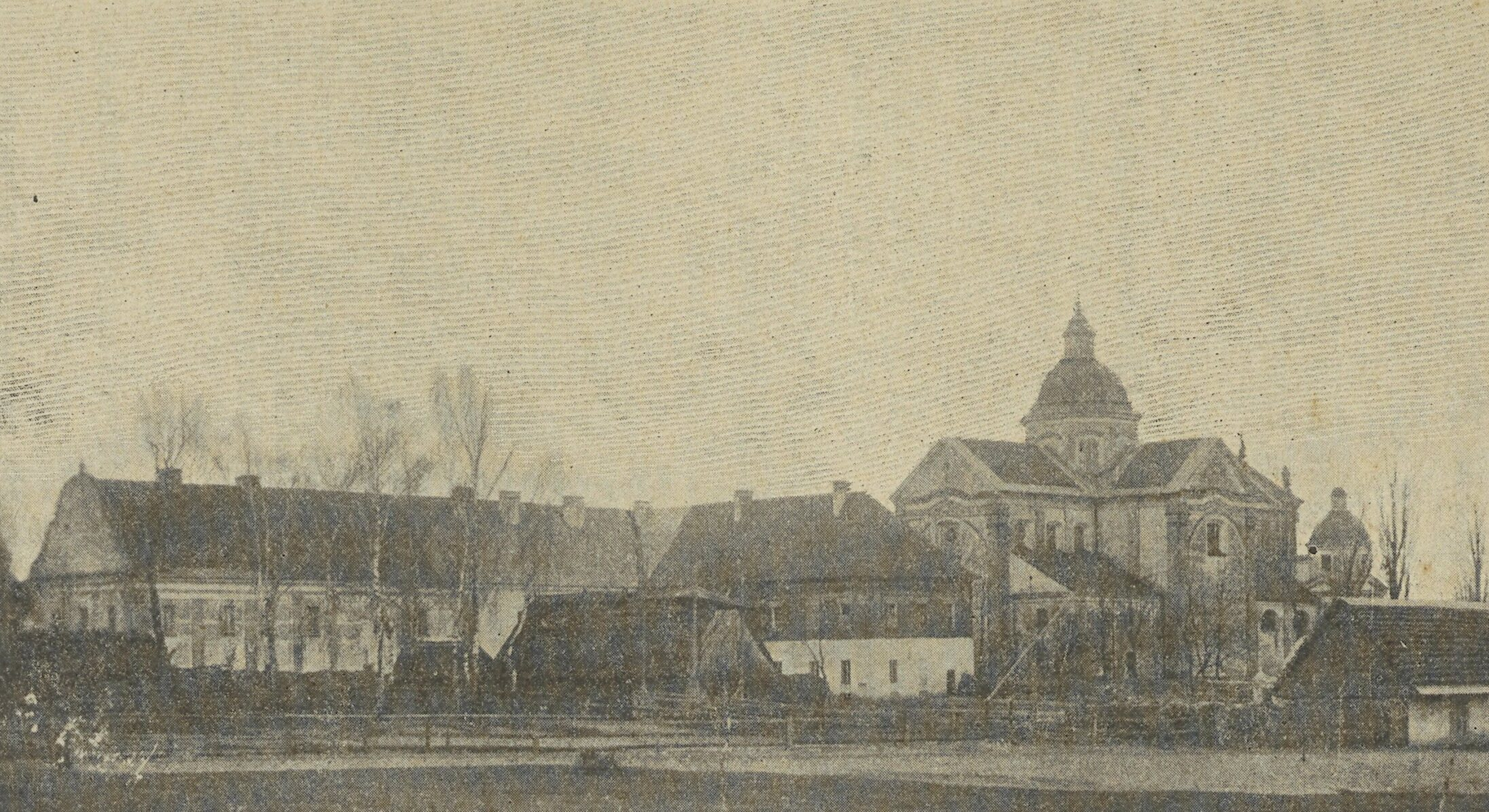
Klasztor i kościół przed 1913